# Cajazeiras do Piauí
Cajazeiras do Piauí is een gemeente in de Braziliaanse deelstaat Piauí. De gemeente telt 3.323 inwoners (schatting 2009).